# Astragalus pseudochlorostachys
Astragalus pseudochlorostachys — вид квіткових рослин з родини бобових (Fabaceae). Ареал охоплює такі країни: Індія, Пакистан (західні Гімалаї).

## Середовище
Це трав'яниста рослина, що росте в альпійських степах. Висоти: 1800–4200 метрів. Загрози для цього виду невідомі.